# (432) Pythia
(432) Pythia ist ein Asteroid des inneren Hauptgürtels, der am 18. Dezember 1897 vom französischen Astronomen Auguste Charlois am Observatoire de Nice bei einer Helligkeit von 12 mag entdeckt wurde.
Der Asteroid ist benannt nach Pythia, der berühmten Apollonpriesterin des Orakels von Delphi. Sie war fünfzig Jahre alt, als sie das Amt antrat. Sie überbrachte die Antworten Apollons an diejenigen, die das berühmte Orakel befragten. Das Orakel konnte nur einen Monat im Jahr befragt werden, und für Apollon waren reiche Geschenke erforderlich, daher der Reichtum, die Pracht und die Großartigkeit des berühmten Tempels von Delphi. Julius Bauschinger, der Direktor des Astronomischen Rechen-Instituts in Berlin, veröffentlichte 1901 die Namen von 34 von Charlois entdeckten Asteroiden zwischen den Nummern (356) und (451). Im Text heißt es lediglich: „Nach Zustimmung des Herrn Charlois haben folgende von ihm entdeckten… Planeten nachstehende Namen erhalten.“ Es liegt daher nahe, dass die Namen vom Astronomischen Rechen-Institut ausgewählt wurden.
Aufgrund ihrer Bahneigenschaften wird (432) Pythia zur Phocaea-Familie gezählt.

## Wissenschaftliche Auswertung
Aus Ergebnissen der IRAS Minor Planet Survey (IMPS) wurden 1992 Angaben zu Durchmesser und Albedo für zahlreiche Asteroiden abgeleitet, darunter auch (432) Pythia, für die damals Werte von 46,9 km bzw. 0,23 erhalten wurden. Eine Auswertung von Beobachtungen durch das Projekt NEOWISE im nahen Infrarot führte 2012 zu vorläufigen Werten für den Durchmesser und die Albedo im sichtbaren Bereich von 43,4 km bzw. 0,30.
Photometrische Messungen des Asteroiden fanden erstmals statt am 20. und 21. August 1980 am Table Mountain Observatory in Kalifornien. Aus der aufgezeichneten Lichtkurve wurde eine Rotationsperiode von 8,2523 h bestimmt. Kurz darauf gab es weitere Beobachtungen vom 5. bis 8. September 1980 am La-Silla-Observatorium in Chile. Die Auswertung der während drei Nächten aufgezeichneten Lichtkurve ergab eine Rotationsperiode von 8,287 h.
Neue Messungen erfolgten vom 11. Mai bis 8. Juni 1994 an der Außenstation Fracastoro des Osservatorio Astrofisico di Catania in Italien. Die während fünf Nächten aufgezeichnete lückenhafte Lichtkurve wurde zu einer Rotationsperiode von 8,341 h ausgewertet. Aus den archivierten Lichtkurven von 1980 und 1994 berechnete eine Untersuchung von 2000 für (432) Pythia erstmals eine Position der Rotationsachse mit prograder Rotation. Außerdem wurden die Achsenverhältnisse eines dreiachsig-ellipsoidischen Gestaltmodells bestimmt.
Zwischen 2012 und 2018 wurden mit der All-Sky Automated Survey for Supernovae (ASAS-SN) auch photometrische Daten von 20.000 Asteroiden aufgezeichnet. Auf mehr als 5000 davon konnte erfolgreich die Methode der konvexen Inversion angewendet werden, darunter auch (432) Pythia, für die in einer Untersuchung von 2021 erstmals ein dreidimensionales Gestaltmodell für eine Rotationsachse mit retrograder Rotation und einer Periode von 8,2509 h berechnet wurde. Aus archivierten Daten des Asteroid Terrestrial-impact Last Alert System (ATLAS) aus dem Zeitraum 2015 bis 2018 konnte in einer Untersuchung von 2022 mit der Methode der konvexen Inversion eine Rotationsperiode von 8,251 h bestimmt werden.